# Lothringer Verlag für Bühne und Musik
Der Lothringer Verlag für Bühne und Musik wurde im Jahr 1996 gegründet.

## Autoren des Verlages
Neben Bearbeitungen gemeinfreier Werke verschiedener Komponisten werden Werke zeitgenössischer Autoren angeboten, so von Jean François de Guise, Klaus-Peter Schneegass, Ursula Görsch und Wolfgang Kluge.
Im Verlag erschienene Werke werden mittlerweile vom HeBu-Musikverlag vertrieben.